# Аресибо (Порторико)
Аресибо (шп. Arecibo) је општина у америчкој острвској територији Порторико, острвској држави Кариба.

## Демографија
По попису из 2010. године број становника је 96.440, што је 3.691 (-3,7%) становника мање него 2000. године.
| Група             | 2000.          | 2010.          |
| Белци             | 646 (0,6%)     | 587 (0,6%)     |
| Афроамериканци    | 4.055 (4,0%)   | 5.875 (6,1%)   |
| Азијати           | 130 (0,1%)     | 103 (0,1%)     |
| Хиспаноамериканци | 99.293 (99,2%) | 95.677 (99,2%) |
| Укупно            | 100.131        | 96.440         |